# كورميليس ان باريس
كورميليس ان باريس، 
نطق فرنسي: [kɔʁmɛj ɑ̃ paʁizi]  ( أنصت)
</img> ، حرفيا Cormeilles in Parisis ) هي بلدية في مقاطعة Val-d'Oise في إيل دو فرانس في شمال فرنسا .

## المدن المجاورة
- ارجنتويل
- لا فريت سور سين
- فرانكونفيل
- هيربلاي
- مونتيني ليه كورمي
- سانويس
- سارتروفيل

## المواصلات
يعتمد السكان على محطات سكك الحديد في ضواحي البلدية للتنقل فيستغرق ذلك منه، للوصول إلى المحطة 20 دقيقة فقط.

## دولياً
تم دمج كلاً من مدينتي-كورميليس ان باريس وأور، ضمن المملكة المتحدة.

## بعضاً من سكانها
كانت كورميليس ان باريس مسقط رأس لـ:
- لويس داجير (1787–1851)، فنان وكيميائي معروف باختراعه لعملية Daguerreotype للتصوير الفوتوغرافي
- هنري كازاليس (1840-1909) ، شاعر وأديب
- تشارلز آرثر غونس (1838-1917) ، لواء في الجيش الفرنسي ، شخصية في قضية دريفوس.
- روبرت هيو (مواليد 1946) ، سياسي ، الزعيم السابق للحزب الشيوعي الفرنسي (PCF)
- بوريس دياو (مواليد 1982) ، لاعب سابق في الدوري الاميركي للمحترفين

## روابط خارجية
- الموقع الرسمي باللغة الفرنسية
- Base Mérimée
- رابطة رؤساء بلديات فال دواز باللغة الفرنسية